# Sachi Amma
 (juillet 2025).
Si vous disposez d'ouvrages ou d'articles de référence ou si vous connaissez des sites web de qualité traitant du thème abordé ici, merci de compléter l'article en donnant les références utiles à sa vérifiabilité et en les liant à la section « Notes et références ».
Sachi Amma (安間 佐千, Amma Sachi), né le 1er janvier 1989, est un grimpeur japonais.

## Palmarès

### Championnats du monde d'escalade
- Championnats du monde d'escalade 2014 à Gijón (Espagne)
  -  médaille de bronze en difficulté

### Coupe du monde d'escalade
- Coupe du monde d'escalade de 2012
  -  médaille d'or en difficulté;
- Coupe du monde d'escalade de 2011
  -  Médaille de bronze en difficulté;
- Coupe du monde d'escalade de 2010
  -  Médaille de bronze au classement général;
- Coupe du monde d'escalade de 2009
  -  Médaille d'argent au classement général;
  -  Médaille de bronze en difficulté;

### Jeux mondiaux
- Jeux mondiaux de 2009, à Kaohsiung, (Taïwan)
  -  Médaille d'or en difficulté;

### Championnats d'Asie d'escalade
- Championnats d'Asie d'escalade 2008 à Canton (Chine)
  -  médaille d'or en difficulté
- Championnats d'Asie d'escalade 2007 à Canton (Chine)
  -  médaille d'argent en difficulté
- Championnats d'Asie d'escalade 2006 à Kaohsiung (Taïwan)
  -  médaille d'argent en difficulté

### Jeux asiatiques de plage
- Jeux asiatiques de plage de 2012 à Haiyang (Chine)
  -  médaille d'argent en difficulté